# Ridderzaal
Il Ridderzaal (in italiano: Sala dei Cavalieri) è l'edificio principale del XIII secolo del Binnenhof a L'Aia, nei Paesi Bassi. Viene utilizzato per l'apertura di stato del Parlamento seguito dal Prinsjesdag, quando il monarca olandese guidato al Parlamento nella Cocchia d'oro svolge il discorso dal trono. Viene anche utilizzato per i ricevimenti reali ufficiali e le conferenze interparlamentari.

## Storia

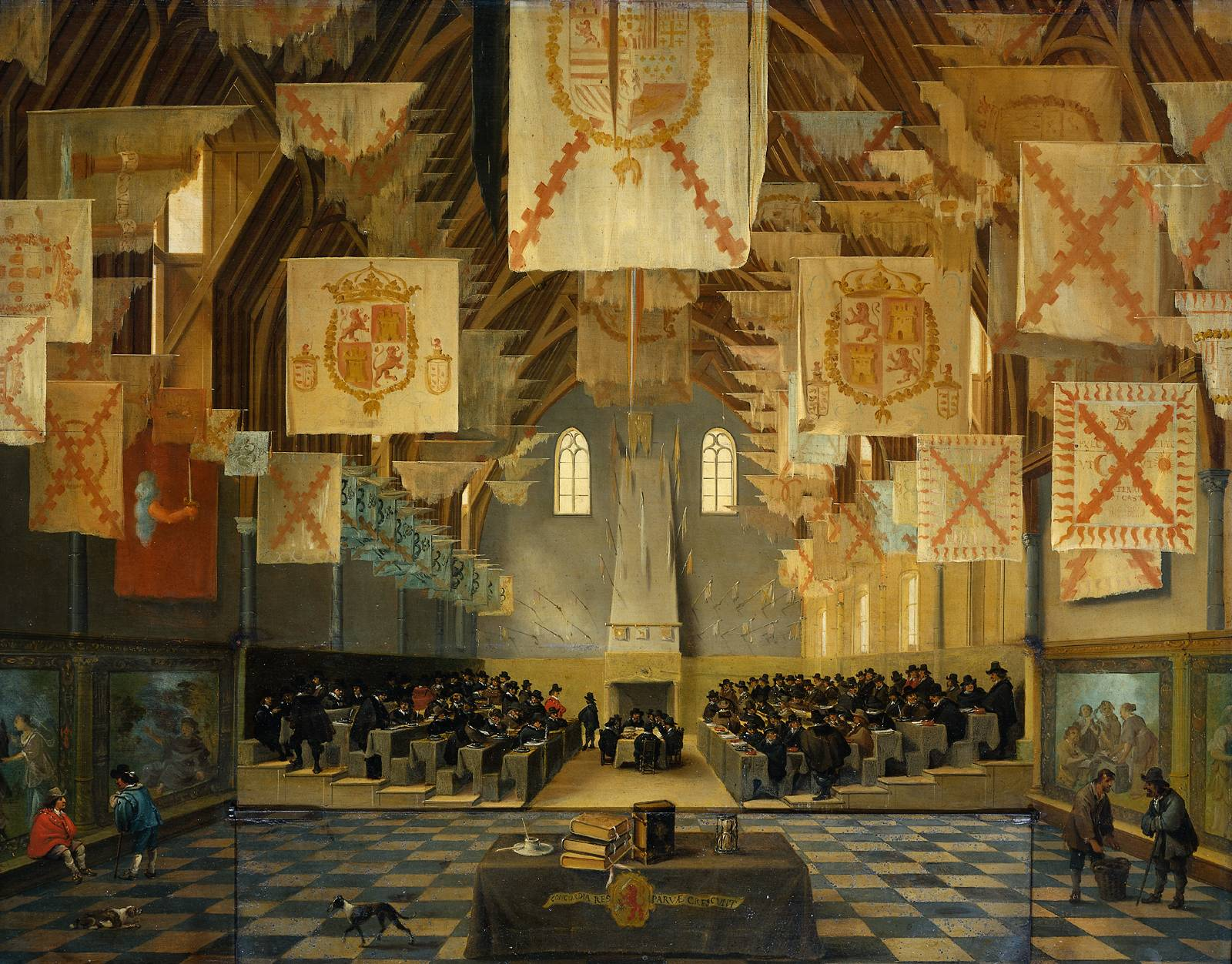
Il Ridderzaal nel 1651

Nel XIII secolo Fiorenzo IV, conte d'Olanda, acquistò un terreno vicino a un piccolo lago per costruire una casa. Il Ridderzaal, la sala signorile di Florenzo V, nipote di Florenzo IV, fu costruita su questa proprietà nel XIII secolo. Nel corso dei secoli, gli edifici governativi si sono sviluppati attorno a questo lago e hanno incorporato il Ridderzaal. Dall'inizio del XVII secolo, La Ridderzaal divenne un importante luogo di scambio per i librai, poiché la Westminster Hall era a Londra. Nei secoli successivi ha servito una varietà di scopi - come un mercato coperto, una passeggiata, una sala di perforazione, un ufficio pubblico, un reparto ospedaliero, persino gli uffici della lotteria statale. Fu restaurato tra il 1898 e il 1904 per servire ai suoi scopi attuali.
Il Ridderzaal fu anche il luogo in cui si svolse il Trattato di pace olandese-indonesiano nel 1949.

## Costruzione

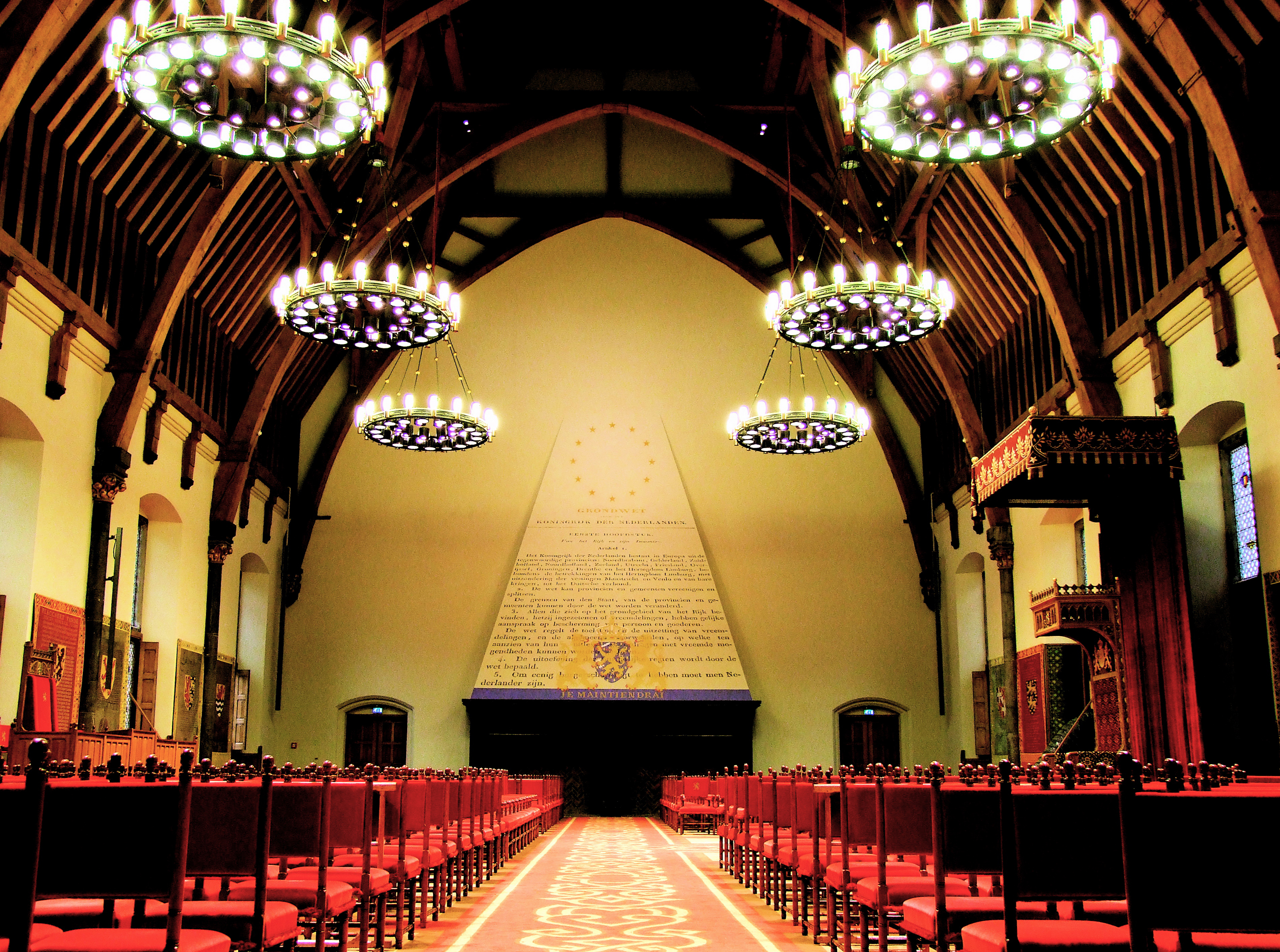
Immagine del Ridderzaal a L'Aia durante la Giornata del monumento aperto il 13 settembre 2008

La sua grande sala gotica di 40 x 20 metri presenta magnifiche vetrate che raffigurano gli stemmi delle città olandesi; particolarmente bello è il rosone con le armi delle principali famiglie nobili dei Paesi Bassi. La struttura del tetto in legno pesante con le sue travi lunghe 18 metri (59 piedi) ha l'aspetto di una nave rovesciata. Le teste di legno che simboleggiano gli intercettatori delle potenze superiori dovrebbero scoraggiare i membri dell'assemblea dal mentire.
Il trono nella Ridderzaal è stato progettato da Pierre Cuypers.